# Kovács K. Zoltán
Kovács K. Zoltán (Magyaróvár, 1924. március 27. – Budapest, 2008. március 5.) magyar mezőgazdász, a Demokrata Néppárt országgyűlési képviselője, a Szabad Európa Rádió szerkesztője, a Barankovics István Alapítvány egyik alapítója.

## Élete

### Ifjúkora és közéleti tevékenysége
Kovács János, járásbírósági altiszt és Lindenhand Mária varrónő gyermeke. Római katolikus vallásban nevelkedett. Az elemi elvégzése után a mosonmagyaróvári piarista gimnáziumban tanult, 1942-ben érettségizett (Kovács Károly néven). 1946-ban pedig a Magyar Agrártudományi Egyetem Mezőgazdaságtudományi Kar Magyaróvári Osztályán szerzett diplomát. Már diákévei alatt tagja lett katolikus, keresztény mozgalmaknak. Cserkészkedett valamint belépett a Foederatio Emericana Bajtársi Szövetségébe.

### Politikai pályája a koalíciós időszakban
A második világháború elmúltával részt vett Mosonszentjánoson a földreform előkészítésében. 1946-ban belépett a Nemzeti Parasztpártba és a mosonmagyaróvári járási titkárságot vezette, valamint csatlakozott a Magyar Parasztszövetséghez is. Téli gazdasági tanfolyamokat szervezett, megyei termelési biztos is lett járásának területén. Az NPP balra tolódása miatt azonban még ebben az évben kilépett a pártból és a Demokrata Néppárthoz csatlakozott. Az 1947. augusztus 31-i országgyűlési választásokon a Győr-Moson és Sopron vármegyei listáról bekerült az Országgyűlésbe. Ő lett a frakció legfiatalabb tagja, 1948 novemberében annak titkárának választották. Aktív képviselői munkát végzett, mezőgazdasági kérdésekben szólalt föl. A földreform híveként, annak kommunista megoldását bírálta.
1949 elején, Mindszenty letartóztatása után több DNP-s képviselő, köztük Barankovics István is az emigráció mellett döntött, velük együtt Kovács K. Zoltán is a Nyugatra menekülést választotta, és 1949 februárjában Ausztriába szökött.

### Emigrációban
Az emigráció idején ott folytatta, ahol abbahagyta, a magyar emigráció életének egyik fontos szervezője lett. A szökés után nem sokkal Salzburgban találkozott Barankovics Istvánnal, egy ideig titkáraként tevékenykedett. Megismerkedett Közi Horváth Józsefen keresztül a Magyar Keresztény Népmozgalommal is. 1950-ben aztán Németországba költözött – hazaköltözéséig Bajorországban élt –, hogy felvehesse a kapcsolatot a Bajor Keresztényszociális Unióval, a CSU-val. 1951-től 1986-ig szerkesztője lett Zoltán Károly néven a Szabad Európa Rádiónak (mezőgazdasági, politikai és vallási műsorokat egyaránt készített). Részt vett a Magyar Mezőgazdasági Szövetség szervezésében, és szintén szerkesztője volt annak lapjának, a „Föld és Népe” újságnak. Alapító tagja lett a Magyar Nemzeti Bizottmánynak, ahonnan 1956 után azonban kilépett tiltakozása jeléül. 1950-től részt vett a Magyar Katolikus Diákszövetség, 1958-tól a Magyar Katolikus Egyetemi, majd Értelmiségi Mozgalom (KMÉM-Pax Romana) szervezésében, és az Európai Kereszténydemokrata Unió, az EUCD kongresszusain. 1951 és '60 között a Magyar Keresztény Népmozgalom titkára, 1958-ban pedig egyik alapítója lett a Magyar Kereszténydemokrata Uniónak. Ebben az időszakban kapcsolódott bele a Békés Gellért Rómában élő bencés szerzetes által szerkesztett Katolikus Szemle szerkesztésébe (a munkát 1990 után sem hagyta abba, 1992 és 1997 között a folyóirat főmunkatársa lett). 1969-től egy másik újságban is szerkesztést vállalt, munkatársa lett a nyugat-európai magyar katolikusok havilapjának, az „Életünk”-nek. 1960-ban úgy döntött, hogy inkább kulturális és mozgalmi szinten segíti a magyar emigráció szervezését, és a kelet-közép-európai fordulatig felhagyott a politizálással. 1985-ben a szintén emigráns Vida Istvánnal, aki hajdan az EMSZO főtitkára volt, a katolikus mozgalmak, a KALOT és az EMSZO megalakulásának 50. évfordulójára a Félbemaradt Reformkor címmel kötet szerkesztésébe kezdett. Nem sejtette, hogy a készülő kötet végül a megváltozott politikai környezetnek köszönhetően az újjáalakuló Kereszténydemokrata Néppárt választási kampányában jelenik majd meg Magyarországon.

### Rendszerváltás és a KDNP újjáalakítása
1987-ben tért haza először Magyarországra, többek között látogatást tett Pannonhalmán is. Ekkor még a Szabad Európa Rádió számára külső munkatársként tudósított. Kezdetektől fogva bekapcsolódott a hazai változásokba, és részt vett a DNP újjászervezésében, a Kereszténydemokrata Néppárt megalakításában. 1988-ban belépett a Márton Áron Társaságba is, amelyből később a párt létrejött. Kiterjedt nemzetközi kapcsolathálózatán keresztül kapcsolatot tartott a nyugat-európai kereszténydemokrata szervezetekkel, és rendszeresen készített helyzetjelentéseivel tájékoztatta nyugati párttársait a szerveződő magyar kereszténydemokrata pártról. Állandó kapcsolatot tartott fönn a Hollandiában élő magyar kereszténydemokrata politikussal, Gábor Dzsingisszel, a CDU és a CSU képviselőivel, Thomas Jansennel, az EUCD és az Európai Néppárt főtitkárával. Tevékenységének is köszönhető, hogy a KDNP-t nem sokkal 1989. szeptember 30-ai megalakulása után fölvették az európai kereszténydemokrata pártokat összefogó szervezetbe. 44 év emigráció után, 1993-ban költözött haza családjával.

### A KDNP-n belüli tevékenysége
Tagja lett a megalakuló párt intézőbizottságának, mint volt DNP-s képviselő. A KDNP szakbizottságai közül a külügyi és a mezőgazdasági bizottság munkáját segítette, alakította a párt szakpolitikáját ezeken a területeken. Emellett sajtótájékoztatókat és sajtóközleményeket is írt, valamint részt vett a "Hírlevél" című pártlap szerkesztésében. A párt szervezése mellett továbbra is sokat foglalkozott a kereszténydemokrata elvek ápolásával, terjesztésével és elsősorban Barankovics István örökségének ápolásával. Az ELTE-n konferenciát szervezett személyéről, egyik alapítója volt a Barankovics emlékéremnek, valamint szerkesztője volt a "Híven önmagunkhoz" című összeállításnak, amelyben a pártvezető Magyar Nemzetben megjelent cikkeit gyűjtötte össze. Az ő kezdeményezésének köszönhetően jött létre a Barankovics István Alapítvány, amelyet vezetett is. Az alapítvány számára támogatásokat gyűjtött a rokon szellemiségű szervezetektől, a Hanns Seidel Alapítványtól és a Konrad-Adenauer-Stiftungtól. Az örökség-ápolás mellett az utánpótlással is sokat törődött, jó kapcsolatot ápolt a párt fiataljaival, a korabeli IQ, Ifjúsági Kereszténydemokrata Unió szervezetével. Szervezője volt a Magyar Pax Romana közösségnek is.
1997-ben, amikor a Giczy György vezette KDNP-s vezetés a régi alapítók közül azok többségét kizárta, pártszakadás következett be a pártban. Kovács K. Zoltán egyik alapítója volt a Magyar Kereszténydemokrata Szövetségnek, amelyet a kizárt párttagok alakítottak meg a párt szellemi értékeinek átmentésére. Szintén részt vett abban a jogi küzdelemben Varga Lászlóval és Szakolczai Györggyel együtt, amelynek köszönhetően a Fővárosi Bíróság a pártszakadást előidéző választmányi gyűlést érvénytelennek minősítve újat hívott össze, és így rendeződött a KDNP helyzete.
1991-ben Barankovics emlékérmet kapott. A Pázmány Péter Katolikus Egyetem Szociológia Tanszékén meghívták vendég előadónak. Táncsics Mihály-díjban és Köztársasági Elnök Érdeméremben részesült. 75. születésnapjára a Barankovics István Alapítvány "Kereszténység és közélet" címmel kötetet jelentett meg a tiszteletére. Halála után a KDNP budapesti szervezete Kovács K. Zoltán emlékérmet alapított a kereszténydemokrácia szellemiségét terjesztők részére. A KDNP 2012-ben pedig létrehozta a Kovács K. Zoltán Idősek Körét.

## Főbb művei és szerkesztései
- Kovács K. Zoltán: Az idő élén jártak: Kereszténydemokrácia Magyarországon, 1944–1949. Rosdy Pál. Budapest: Barankovics István Alapítvány. 1996.  ISBN 963-85524-0-9
- Kovács K. Zoltán: Barankovics István az emigrációban. Budapest: Barankovics István Alapítvány. 1997.  ISBN 963-85524-1-7
- Félbemaradt reformkor: Miért akadt el az ország keresztény humanista megújítása. Kovács K. Zoltán, Vida István. Róma: Tipografia Ugo Detti. 1990.
- Keresztények és a demokrácia. Békés Gellért, Kovács K. Zoltán. Róma: Katolikus Szemle. 1992.
- Barankovics István: Híven önmagunkhoz: Barankovics István összegyűjtött írásai a kereszténydemokráciáról. Kovács K. Zoltán, Gyorgyevics Miklós. Budapest: Barankovics Akadémia Alapítvány. 2001.  ISBN 963-00-5552-X
- Barankovics István: Demokrácia, egyház, szabadság. Kovács K. Zoltán, Gyorgyevics Miklós. Budapest: Szent István Társulat. 2002.  ISBN 963-361-351-5
- Egy élet a kereszténydemokráciáért. Kovács K. Zoltán válogatott írásai; szerk. Szabó Róbert, Gyorgyevics Miklós; Barankovics István Alapítvány–Gondolat, Bp., 2017